# Pie IX
Pour les articles homonymes, voir Pie IX (homonymie).
 (novembre 2022).
Giovanni Maria Mastai Ferretti, né le 13 mai 1792 à Senigallia (États pontificaux) et mort le 7 février 1878 à Rome (Italie), est un ecclésiastique italien 255e pape de l'Église catholique, élu le 16 juin 1846 sous le nom de Pie IX (en latin : Pius IX), et dernier souverain des États pontificaux. Son pontificat de plus de 31 ans est le plus long de l'histoire de la papauté.
Aux prises avec la vague révolutionnaire qui bouleverse la politique européenne, Pie IX est partagé entre le statut de pasteur universel et celui de pape-souverain d'un État indépendant. Résolument conservateur, il est l'auteur du Syllabus errorum et de l'encyclique Quanta cura, qui condamnent toute forme de modernisme dans l'Église. Pie IX proclame le dogme de l'Immaculée Conception. Il convoque le premier concile œcuménique du Vatican, qui définit notamment l'infaillibilité pontificale, ce qui élargit encore la fracture entre l'Église catholique et les autres confessions chrétiennes. Le concile, ayant accompli son but principal, est suspendu sine die quand les troupes italiennes envahissent Rome. Pie IX, dernier souverain des États pontificaux, se déclare alors « prisonnier au Vatican », situation qui va, dès lors, provoquer la Question romaine, qui ne trouvera sa solution qu'en 1929, avec la signature des accords du Latran entre l'État du Vatican, qui devient alors de droit international, et l'État italien.
Son procès en béatification est ouvert en 1907 par Pie X, ce qui ne va pas sans provoquer des controverses, la Question romaine étant encore d'actualité à cette époque. Sous les pontificats de Benoît XV et de Pie XI, le procès suit lentement son cours, puis Pie XII le fait activer en 1954 ; il aboutit lorsque Jean-Paul II le proclame solennellement bienheureux en 2000.
Il est commémoré le 7 février selon le Martyrologe romain.

## Jeunesse et carrière ecclésiastique
Né le 13 mai 1792 à Senigallia, Giovanni Maria Mastai Ferretti est le fils du comte Girolamo Mastai Ferretti (1750-1833) et de la comtesse, née Caterina Solazzi (1764-1842), qui ont eu huit autres enfants. Il est le neuvième et dernier de sa fratrie.

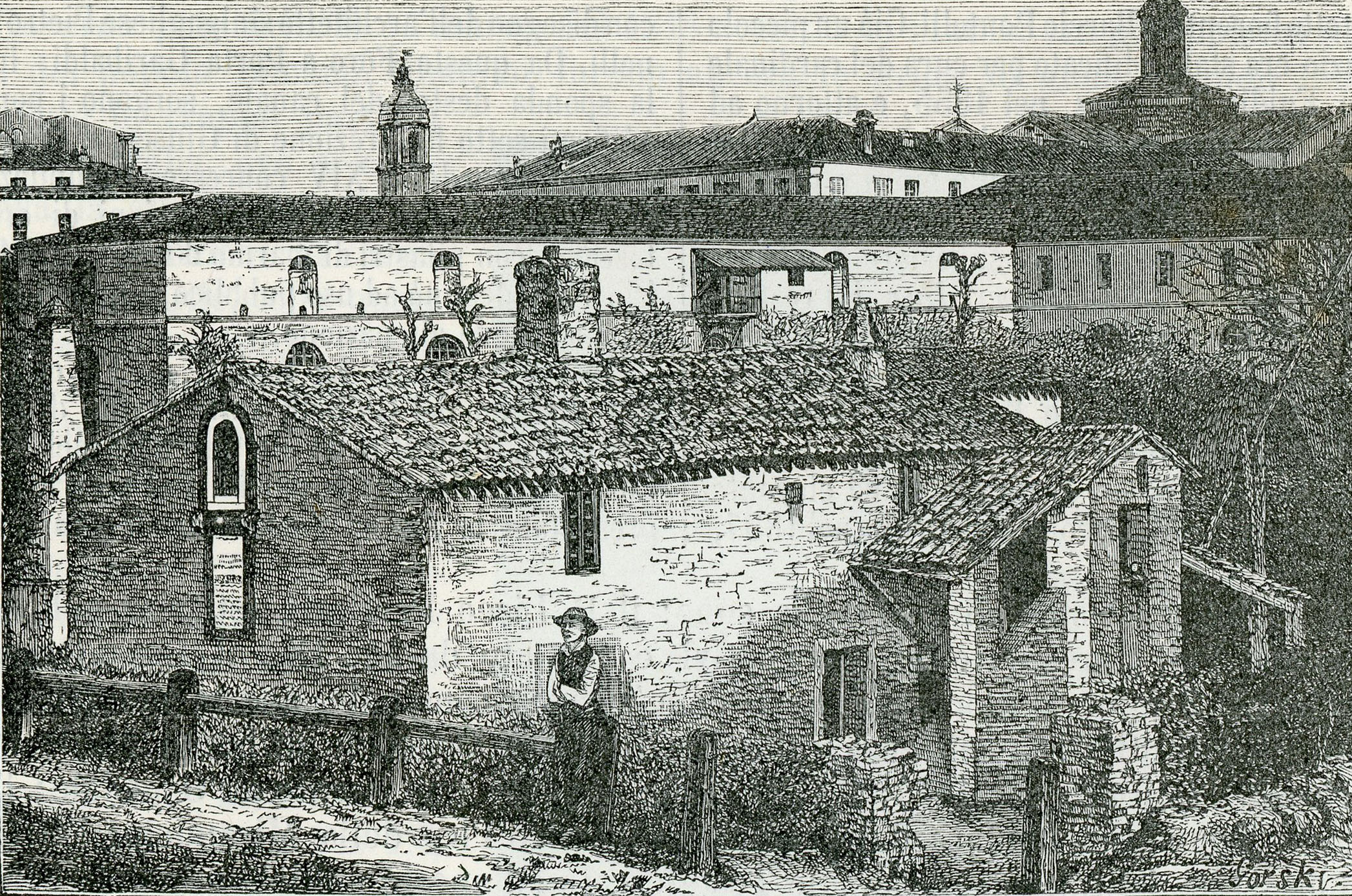
Maison natale de Pie IX à Senigallia.

Après avoir fréquenté le collège piariste de Volterra, il étudie la théologie et la philosophie à Rome. À cette époque, il est fiancé à une jeune aristocrate irlandaise, Miss Foster, qui est la fille de Vincent Foster, évêque dans l'Église d'Irlande. En raison de l'opposition de ses parents à cette union avec une anglicane, Mastai Ferretti rompt les fiançailles et annule le mariage, qui se serait déroulé à l'église Saint-Louis-des-Français de Rome.
Il est ensuite refusé chez les gardes nobles à cause de sa santé (il est sujet à des crises d'épilepsie) et il poursuit ses études au séminaire romain afin d'entrer dans la prêtrise.

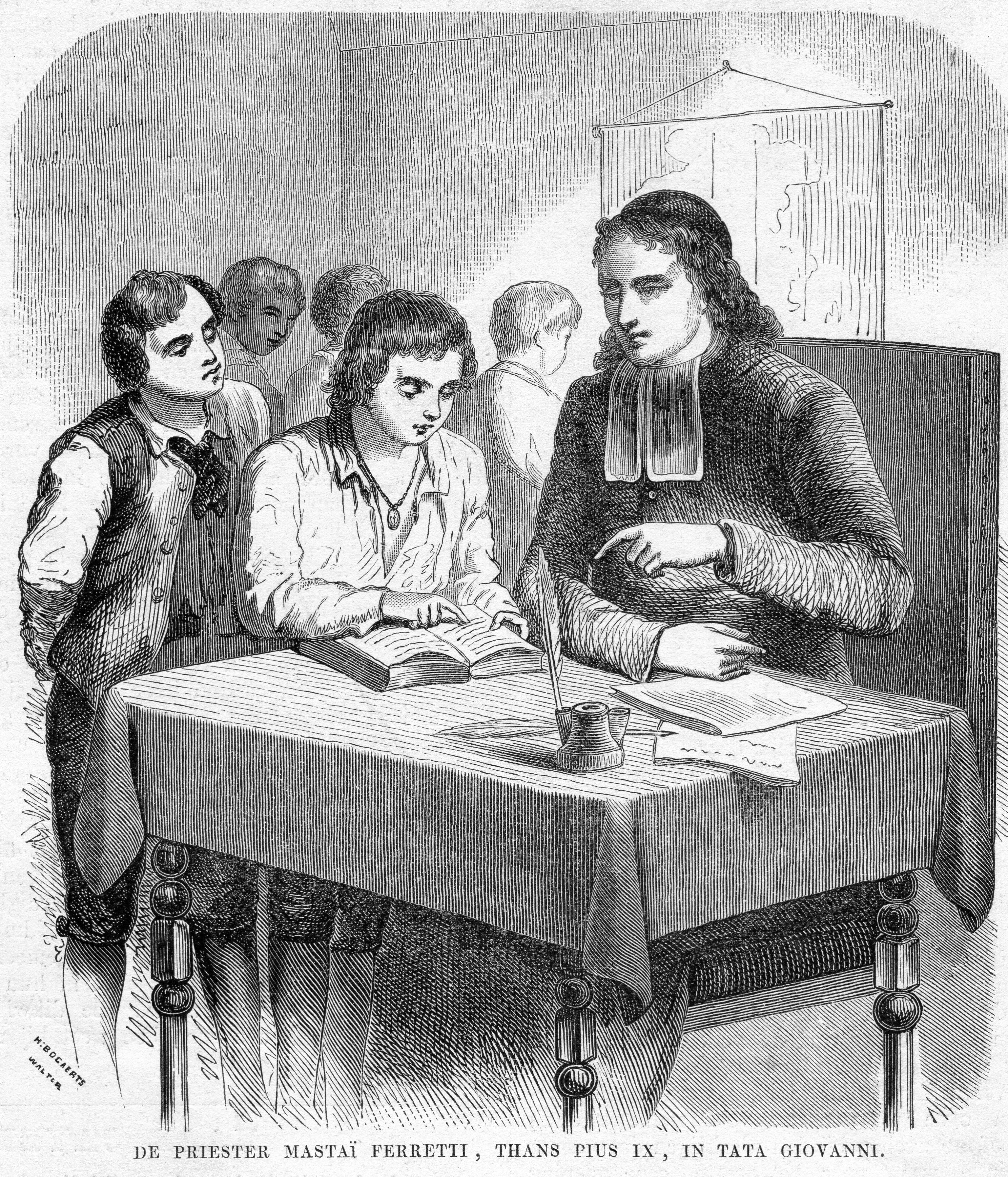
Giovanni Maria Mastai Ferretti enseignant à des orphelins.

Ordonné prêtre en 1819, il est nommé directeur spirituel d'un célèbre orphelinat romain. En 1823, Pie VII l'envoie au Chili en tant qu'auditeur de Muzi, délégué apostolique. Rétrospectivement, il devient la première personne ayant exercé les fonctions de pape dans l’histoire à mettre les pieds sur le continent américain. En 1825, à son retour, il est nommé par Léon XII chanoine de Sainte-Marie de Via Lata et directeur de l'hôpital San Michele. En 1827, il est fait archevêque de Spolète. En 1832, il est transféré au diocèse d'Imola en prenant le titre personnel d'archevêque.
Le pape Grégoire XVI le crée cardinal in pectore lors du consistoire du 23 décembre 1839. Sa création est publiée le 14 décembre 1840. Il reçoit le chapeau de cardinal-prêtre du titre des Santi Marcellino e Pietro.

## Pape de l’Église catholique

### Conclave et élection
Grégoire XVI s'éteint le 1er juin 1846. Le 16 juin 1846 s'ouvre le conclave. Le cardinal Luigi Lambruschini, secrétaire d'État de Grégoire XVI, est le favori des conservateurs tandis que le cardinal Mastai Ferretti est le favori des libéraux. Le cardinal Lambruschini obtient la majorité des voix dès les premiers tours, mais ne parvient pas à recueillir les deux tiers des voix requis pour être élu pape.

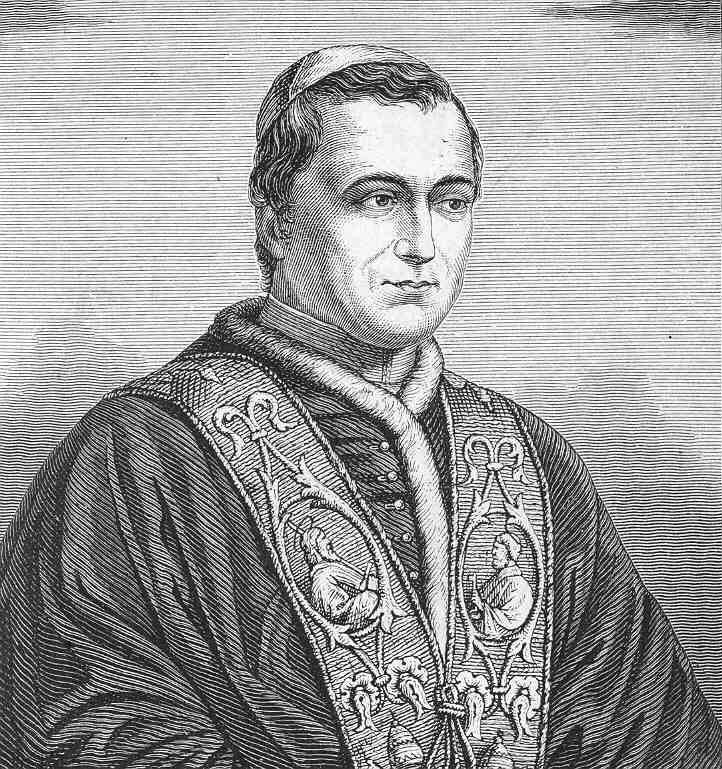
Illustration de Pie IX peu après son élection en 1846.

Le cardinal von Gaisruck, archevêque de Milan, arrive trop tard pour remettre l'exclusive prononcée par l'empereur d'Autriche Ferdinand Ier, suivant la politique de Metternich, contre le cardinal Mastai Ferretti ; celui-ci, ayant recueilli les deux tiers des voix, accepte la tiare et prend alors le nom de « Pie IX », en hommage aux anciens papes Pie VI, Pie VII et Pie VIII. Il est alors âgé de 54 ans.

### Des débuts libéraux
Pie IX bénéficie à la suite de son élection d’une grande popularité au sein de la population italienne : durant son épiscopat en Romagne, il n'a pu ignorer le besoin de réformes dont souffrait l'État pontifical et que le soulèvement de Rimini, en 1845, avait démontré.

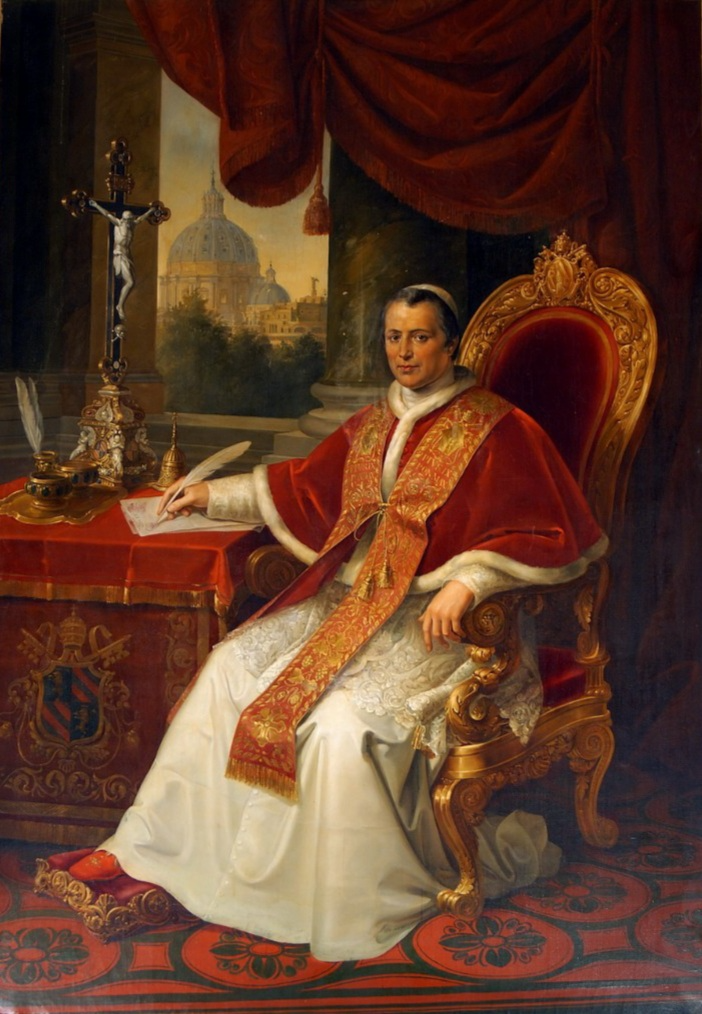
Portrait de Pie IX en 1847.

Les premières années de son pontificat sont marquées par des mesures libérales qui s’opposent aux méthodes de Grégoire XVI et de son secrétaire d’État, le cardinal Lambruschini. Il choisit pour secrétaire d'État le cardinal Tommaso Pasquale Gizzi.

#### Les premières mesures
- Le 16 juillet 1846, il décrète une amnistie générale pour les détenus politiques et fait préparer une constitution qui est concédée le 14 mars 1848 : le Statut fondamental pour le gouvernement temporel des États de l'Église, qui institue deux Chambres et le Sacré Collège des cardinaux présidé par le pape. C'est l'époque des réformes politiques ;
- Il crée le Conseil d'État ;
- Il institue la liberté de la presse ;
- Il établit une commission laïque chargée de la censure ;
- En 1847, il établit ainsi une Consulta, un conseil consultatif composé de laïcs dont le rôle est de lui transmettre les désirs de la population ; et, auprès de lui, un conseil de cabinet puis une garde civique.
- Il crée également un certain nombre de commissions auxquelles participent des laïcs, afin de réviser les lois ;
- En 1867, il a béatifié toutes les victimes du Grand martyre de Nagasaki.

À la différence de Grégoire XVI, qui les considérait comme « les chemins du diable », Pie IX fait construire dans les États pontificaux un réseau ferré et télégraphique.
Il restaure l'éclairage public et accepte d'être photographié.
En 1847, il s'oppose à l'Autriche qui avait fait occuper la ville de Ferrare alors qu'elle n'avait le droit que d'avoir une garnison dans la citadelle. Pie IX devient l'espoir des patriotes italiens, sa popularité est alors immense : l'Unité italienne se ferait-elle autour de lui ?[style à revoir]

#### Accueil des mesures en Europe

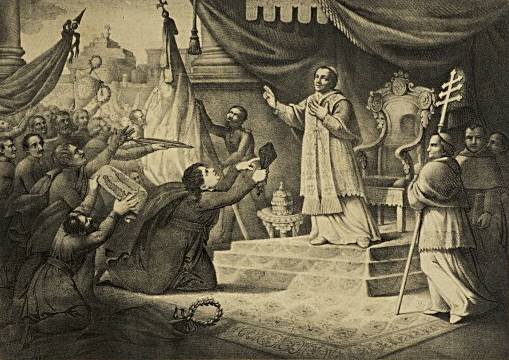
Pie IX bénit les combattants de l'indépendance italienne, lithographie, vers 1850.

Ce mouvement réformiste qu’il contribue à amorcer par ses choix personnels lui attire bientôt la sympathie des patriotes dans l'ensemble des États italiens (Toscane, Deux-Siciles, Piémont, Parme...) : certains d'entre eux n'hésitent pas à souhaiter la réalisation d'une fédération italienne, dont il prendrait la présidence.
Victor Hugo prononce à la Chambre des pairs le 13 janvier 1848 un éloge vibrant de Pie IX : « Cet homme qui tient dans ses mains les clefs de la pensée de tant d'hommes, il pouvait fermer les intelligences; il les a ouvertes. 
Il a posé l'idée d'émancipation et de liberté sur le plus haut sommet où l'homme puisse poser une lumière. […] ces principes de droit, d'égalité, de devoir réciproque qui il y a cinquante ans étaient un moment apparus au monde, toujours grands sans doute, mais farouches, formidables et terribles sous le bonnet rouge, […] il vient de les montrer à l'univers rayonnants de mansuétude, doux et vénérables sous la tiare. […] Pie IX enseigne la route bonne et sûre aux rois, aux peuples, aux hommes d'État, aux philosophes, à tous ». Ce discours est cependant mal accueilli dans une chambre conservatrice inquiète de la remontée en puissance des idées républicaines.
Pie IX est à ce moment « le pape des droits de l'homme ».
Les événements vont en faire un bien différent « pape du Syllabus ».

### Un tournant conservateur

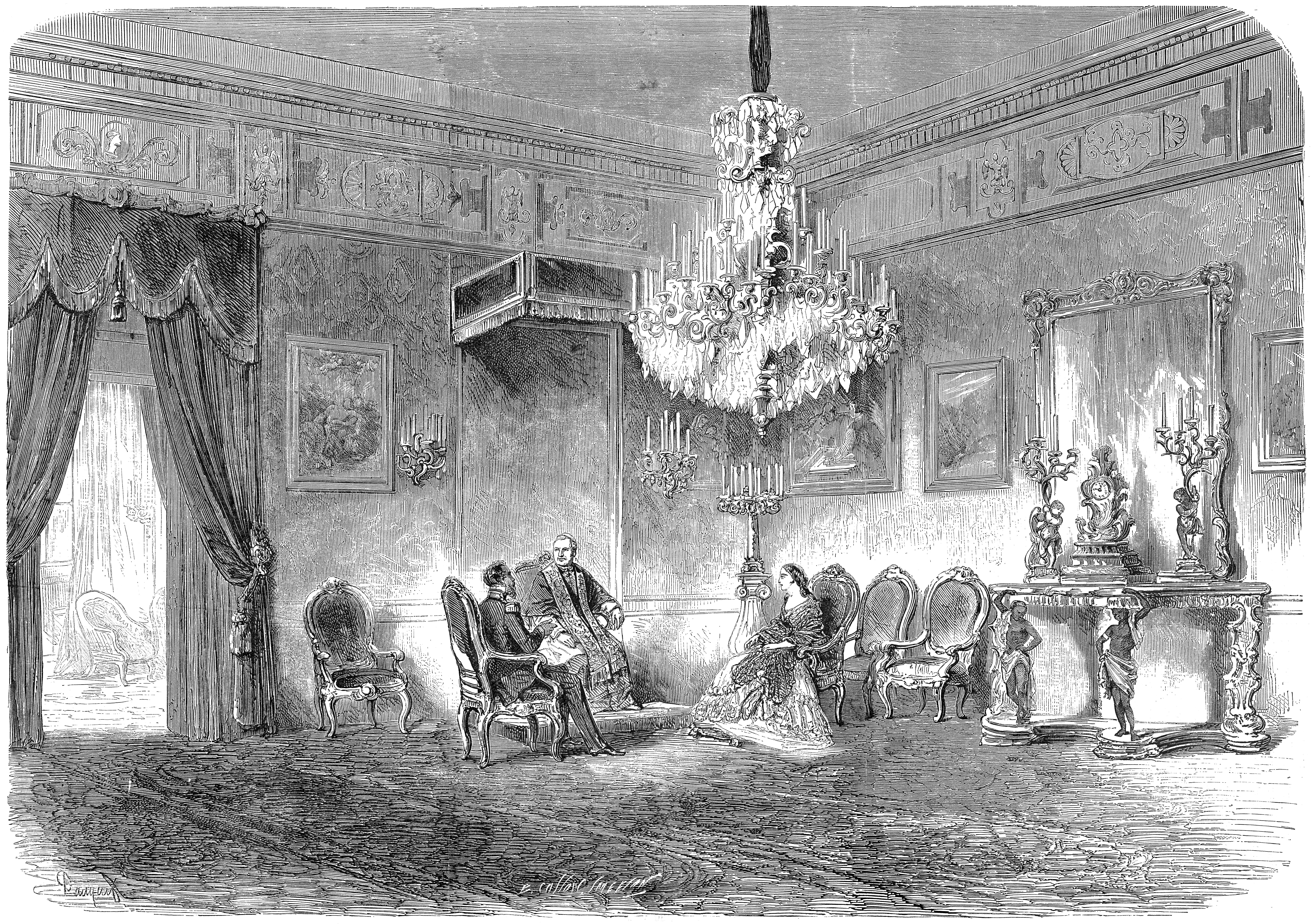
Visite de l'empereur et l'impératrice du Mexique au pape Pie IX le 19 avril 1864.

#### L'année 1848

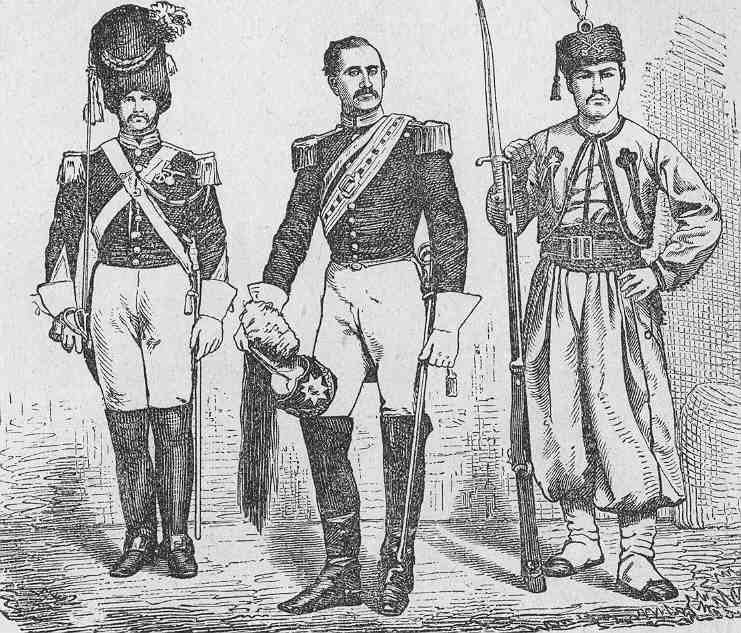
Trois soldats de l'armée de Pie IX, vers 1860.

En 1848, le « printemps des peuples » embrase l’Europe du congrès de Vienne.
Charles-Albert, roi du Piémont, déclare la guerre à l'Autriche.
Le 24 mars, Pie IX autorise le départ de Rome pour Ferrare d'un corps expéditionnaire de 7 500 hommes commandé par le général Durando, suivi deux jours après par un corps de volontaires, la légion des volontaires pontificaux (Legione dei Volontari Pontifici) formée d'hommes d’Italie centrale confiée au général Andrea Ferrari.
Pie IX, par l'allocution du consistoire du 29 avril 1848, condamne la guerre contre l'Autriche :
« à nos soldats envoyés aux frontières pontificales, nous recommandons seulement de défendre l'intégrité et la sécurité des États pontificaux. Mais si certains souhaitaient que nous, ensemble à d'autres peuples et princes d'Italie, prenions part à la guerre contre les Autrichiens … ce n'est pas dans nos intentions et nos recommandations » 
il conclut en invitant les Italiens « à rester attaché fermement à leurs principes dont ils avaient expérimenté la bienveillance et qu'il ne s'en détache pas ».

En fait, le pape se trouve dans l'embarras de combattre une grande puissance catholique :
« nous avons su que certains ennemis de la religion catholique ont profité de l'occasion pour enflammer les âmes des Allemands afin de les détacher du Saint-Siège … Les peuples allemands ne devraient pas nourrir un sentiment de dédain à notre égard parce qu'il nous a été impossible de freiner nos sujets qui applaudirent les événements anti-autrichiens en Italie septentrionale … d'autres souverains européens, qui disposent d'armées plus puissantes que la nôtre, n'ont pu freiner l'agitation de leur peuple ». 
Cela met en évidence la contradiction et les incompatibilités de la position du pape comme chef de l'Église universelle et en même temps chef d'un État italien ; entre le pouvoir spirituel et temporel.
Il refuse donc de soutenir le mouvement d'unification pour ne pas froisser l'Autriche catholique. À la suite de cette déclaration, le roi Ferdinand II des Deux-Siciles, proche parent de l'empereur d'Autriche et opposé à toute idée libérale, retire aussitôt ses troupes qui forment le plus gros contingent de l'armée italienne. Pour les patriotes et les libéraux, la guerre est perdue d'avance. La popularité du pape s'effondre alors parmi les patriotes italiens.
Tout en étant désireux d'affirmer l'indépendance de la papauté, Pie IX doit accorder une constitution aux États pontificaux.
Le 15 novembre 1848, le chef du gouvernement du Saint-Siège, Pellegrino Rossi est assassiné et les insurgés proclament la République romaine.

#### La fin des États pontificaux

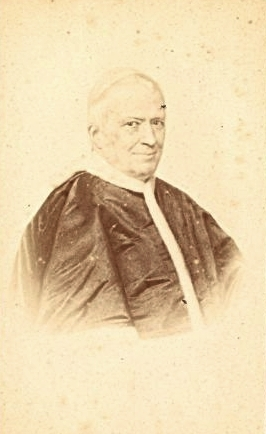
Pie IX, v. 1860, photographie d'Henri Le Lieure.

Le 24 novembre 1848, Pie IX quitte de nuit le Quirinal dans la voiture à cheval du duc d'Harcourt, après l'attaque du palais par les partisans de Giuseppe Mazzini (Palma trouve la mort à cette occasion). Pie IX se réfugie dans la forteresse de Gaète, dans le royaume des Deux-Siciles. Il lance un appel aux puissances européennes pour retrouver son trône. Rome devient une république. L'Autriche, le roi Ferdinand II des Deux-Siciles et la France apportent leur soutien au pape.
C'est cependant la France qui est la plus active : elle envoie un corps expéditionnaire commandé par le général Oudinot, qui s'empare de Rome le 30 juin 1849 et en chasse définitivement les révolutionnaires en juillet.
D'abord hésitant, une vive protestation du vicaire apostolique de Mandchourie de passage en Europe, Emmanuel Verrolles, le décide enfin à quitter Gaëte pour Rome. De retour à Rome le 12 avril 1850, Pie IX mène une politique de répression contre les idées républicaines. Un nouveau secrétaire d’État, le cardinal Giacomo Antonelli, est nommé, qui renoue avec la politique conservatrice de Grégoire XVI.
Rome reste l'objectif principal de la politique de Giuseppe Mazzini et de Giuseppe Garibaldi, qui organise diverses opérations militaires sans succès.
Pour s'opposer aux risques d'une annexion par le royaume de Sardaigne qui a fait main basse sur les principautés du Nord de l'Italie et la moitié des États pontificaux, les troupes françaises restent stationnées dans les États du pape et les zouaves pontificaux sont créés en 1860 avec la bénédiction du pape et du prélat franco-belge Xavier de Mérode. Ces derniers sont placés sous le commandement du général de Lamoricière, ancien de la colonisation d'Algérie et ancien ministre de la IIe République.
Jusqu'en 1870, le recrutement se fait auprès des volontaires de France, des Pays-Bas, de Belgique, d'Italie et du Québec.
La guerre franco-prussienne de 1870 entraîne le retrait des militaires français affectés à la protection du pape. En revanche, les volontaires français (officiers ou hommes de troupe) engagés dans le corps des Zouaves pontificaux restent sur place, commandés par le colonel de Charette.
En septembre 1870, la défaite de la France contre la Prusse, alliée de l'Italie, provoque l'invasion de ce qui reste des États pontificaux par une armée italienne de 70 000 hommes sous le commandement du général Raffaele Cadorna.
En face, les effectifs pontificaux ne dépassent pas 13 000 hommes dont 3 000 zouaves. Le général Hermann Kanzler, le commandant de l'armée pontificale, concentre ses efforts sur la défense de Rome. Le 20 septembre, l'artillerie italienne bombarde les fortifications romaines. Le pape demande à Kanzler de cesser le feu dès les premiers coups de canon au grand dépit des zouaves souhaitant se battre. Onze zouaves seulement sont tués lors des combats.
L'armement obsolète des armées pontificales, malgré la victoire de Mentana contre Garibaldi en 1867 (où pour la première fois le fusil Chassepot est utilisé), permet aux troupes italiennes de s'emparer sans difficulté de Rome le 20 septembre 1870.
Le pape ordonne aux zouaves de n'opposer qu'une résistance symbolique. Le lendemain, le régiment des zouaves est licencié et les Français sont rapatriés à Toulon.

#### La question romaine
La prise de Rome, le 20 septembre 1870, constitue un aboutissement à l’unification de la péninsule en faisant de la cité du pape la nouvelle capitale du royaume d’Italie.
Une loi des Garanties, votée le 15 mai 1871, accorde au Saint-Siège un revenu annuel, l’extraterritorialité de quelques palais et les droits de souveraineté sur sa cité du Vatican, mais le pape Pie IX se considère désormais comme prisonnier à l’intérieur du palais du Vatican. Dans l’Église, l’émotion est grande.
En France, la politique italienne de Napoléon III suscite l’indignation des catholiques pour qui le pouvoir temporel du pape garantissait son indépendance spirituelle. Pie IX apparaît alors comme « le pape-martyr ». Cependant, le prestige moral de la papauté et l’autorité spirituelle qui en découle en sortent renforcés.

### La défense de l'Église catholique

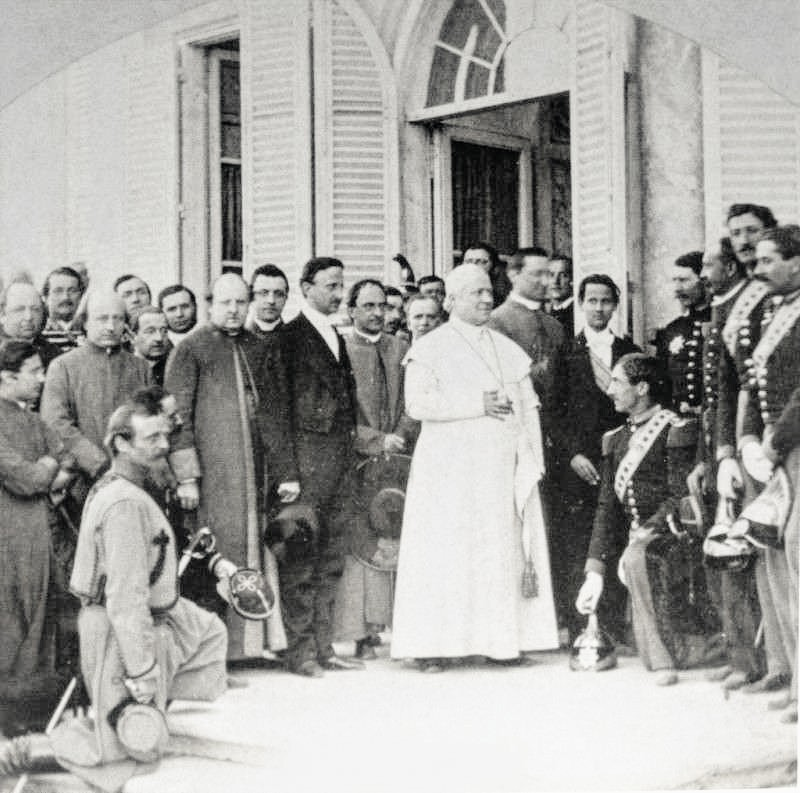
Le pape Pie IX avec le roi des Deux-Siciles François II (roi des Deux-Siciles) (à gauche, en frac, chapeau à la main) en 1862

La fin du siècle consacre la perte d'influence politique du catholicisme en Europe notamment dans les pays catholiques. La France devenue républicaine et l'Allemagne, unifiée et soumise par une dynastie protestante, mènent des politiques anticléricales. L'Espagne et le Portugal, qui perdent leurs empires coloniaux, connaissent une instabilité permanente.
L'Italie, aux mains des libéraux, est agitée par la Question Romaine. Exclue d'Italie et d'Allemagne, l'Autriche, devenue Autriche-Hongrie, est entourée d'ennemis.
En sus du problème du territoire pontifical, Pie IX entend lutter contre les courants et idéologies anticatholiques. Par sa lettre Gravissimum supremi (1866) il donne un statut quasi officiel à la revue jésuite La Civiltà Cattolica. Il dénonce aussi le Kulturkampf allemand dans la ligne de Bismarck ainsi que les violences exercées par les Suisses contre le clergé catholique : une encyclique de 1873 condamne les violences suisses.
En 1874, le gouvernement autrichien rompt son concordat.
Cette époque est aussi celle d'une expansion missionnaire de l'Église dans le monde. Pie IX crée de nombreux diocèses aux États-Unis, rétablit malgré l'opposition des protestants la hiérarchie catholique en Angleterre (1850), en Hollande (1853), en Écosse. Il refonde le patriarcat latin de Jérusalem.
De nombreux concordats sont également signés par le Saint-Siège avec des États européens catholiques comme l’Espagne en 1851, l'Autriche en 1855 et le Portugal en 1857, ou d’Amérique du Sud comme le Costa Rica et le Guatemala en 1852, le Nicaragua en 1861, le Venezuela et l’Équateur en 1862.

### Relations avec les juifs

#### La réforme du statut de protection
À l'accession de Pie IX au trône de Pierre en 1846, les Juifs des États pontificaux étaient soumis à un statut particulier dit de protection, la plupart étant les descendants des Sépharades expulsés d'Espagne ou rejetés par l'Empire ottoman ayant trouvé refuge auprès du pape.
Ils étaient tenus de vivre dans des quartiers distincts (ghettos), ne pouvaient témoigner contre des chrétiens, avaient parfois l'obligation de suivre des sermons catholiques et étaient soumis à des taxes particulières, comme dans nombre de pays de l'époque (Autriche, Russie, Danemark, etc.). Le culte juif était le seul toléré en dehors du culte catholique dans les États pontificaux, à l'exclusion des "hérésies" protestantes. Au début de son pontificat, Pie IX amorce des réformes en direction de la modernisation du statut des Juifs et ouvre le ghetto de Rome parfois contre la volonté de certains rabbins. Il sera supprimé quelques années plus tard. Ces efforts ont néanmoins une portée limitée et sont interrompus avec l'éclatement de l'affaire Mortara. Pie IX conserve la position traditionnelle de l'Église catholique, stigmatisant l'« aveuglement du peuple élu ».

#### L'affaire Mortara

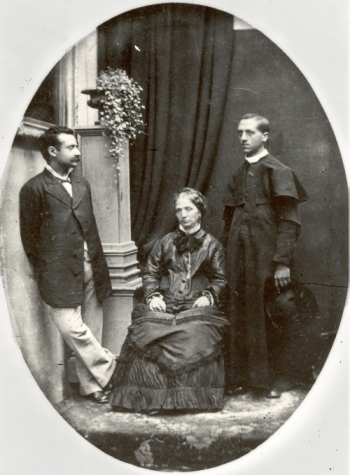
Edgardo Mortara (à droite), sa mère et un tiers.

Le 23 juin 1858 à Bologne, la gendarmerie pontificale perquisitionne la demeure d'un couple de Juifs, Salomone et Marianna Padovani Mortara, et fait enlever un de leurs huit enfants, Edgardo, âgé alors de six ans - celui-ci ayant été précédemment baptisé d'urgence par la servante de la famille, Anna Morisi, qui l'avait cru en danger de mort au cours d'une grave maladie alors qu'il était nourrisson. L'enfant est conduit à Rome et confié à la Maison des catéchumènes pour Juifs convertis puis dans un couvent pour être élevé dans la religion catholique sous le nom de Pio.
Le baptême, administré en cas d'urgence, est valide au regard du Droit canonique. En effet, dans ce cas, toute personne, même non ecclésiastique et même non chrétienne, peut administrer validement le baptême, si elle procède selon les intentions de l'Église. Les conditions dans lesquelles Edgardo Mortara a été baptisé par la servante Anna Morisi posent un délicat problème d'interprétation, et Pie IX doit arbitrer. D'un côté, l'enfant, baptisé, fait désormais partie de l'Église catholique dans laquelle il a, dès lors, vocation à être élevé ; de l'autre, se pose la question de savoir si l'on pouvait le baptiser sans le consentement de ses parents, non chrétiens. Pie IX tranche dans le sens de ce qu'il estime être les intérêts spirituels supérieurs du jeune Edgardo. La famille Mortara supplie, proteste et exige que son enfant lui soit rendu au nom - au moins - de ces mêmes intérêts.
Quoique non unique dans son genre, l'affaire connaît un retentissement international inédit et la conduite de l'Église est fortement critiquée, ainsi par Napoléon III dont les troupes assuraient alors la protection militaire des États pontificaux. Pour contrer les gouvernements catholiques étrangers qui exigent la restitution de l'enfant à sa famille, celui-ci est placé discrètement dans une institution religieuse et sa mère ne pourra le voir que des années plus tard.
Une fois devenu majeur, Edgardo-Pio déclare son intention de rester catholique et même sa vocation religieuse. Il entre alors dans la Congrégation des Augustins, en France. Il est ordonné prêtre quelques années plus tard et devient « missionnaire pontifical » sillonnant l'Europe. Jusqu'à sa mort en 1940, il défend tenacement la position de l'Église catholique, témoigne en faveur du pape Pie IX lors des différentes phases de l'instruction du procès en béatification du défunt pape et n'a de cesse de vouloir convertir les membres de sa famille qu'il peut à nouveau rencontrer.

### Doctrine

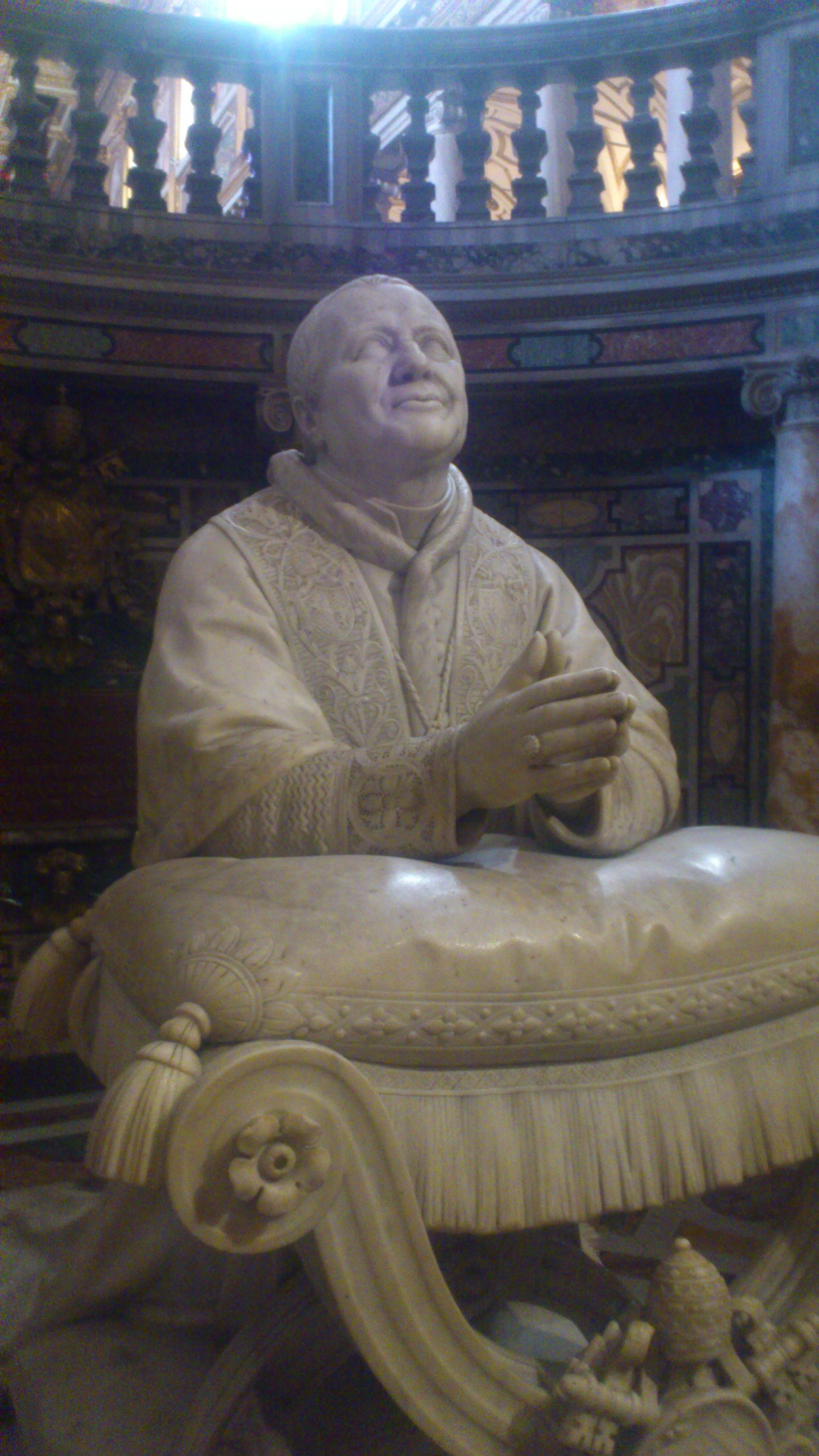
La statue du pape Pie IX à la basilique Sainte-Marie-Majeure.

Contrairement à ce qui avait été envisagé en début de pontificat, Pie IX développe après la révolution de 1848 une doctrine particulièrement conservatrice, voire sur certains points réactionnaire.
Le pontificat de Pie IX correspond à une réaction de rejet à l'égard de l’évolution libérale des sociétés européennes et plus largement des idées nées de la Révolution qu'il décide de combattre après 1848. L’industrialisation qui s’accélère au cours du siècle voit se développer en Europe occidentale une classe ouvrière déracinée : né en dehors de toute influence religieuse, le prolétariat est tenté par le socialisme. La politique de Pie IX comme chef d'État et son enseignement comme pape sont empreints d’une grande hostilité à l’égard des idées modernes (libéralisme, matérialisme, socialisme, rationalisme) et de ceux qui les diffusent, en particulier les francs-maçons, regardés comme responsables de l'évolution libérale et laïque des États européens.

#### Condamnation de Renan
L'exégèse historico-critique de la Bible que développe Ernest Renan à la suite des théologiens allemands étant incompatible avec la foi catholique, Pie IX condamna avec une extrême violence les travaux de cet écrivain sur l'Histoire des origines du christianisme, en particulier sa Vie de Jésus (1863), qui crée un scandale retentissant.
Le rationalisme et les idéologies scientiste et positiviste sont condamnées à partir de 1864.

#### Condamnation du modernisme

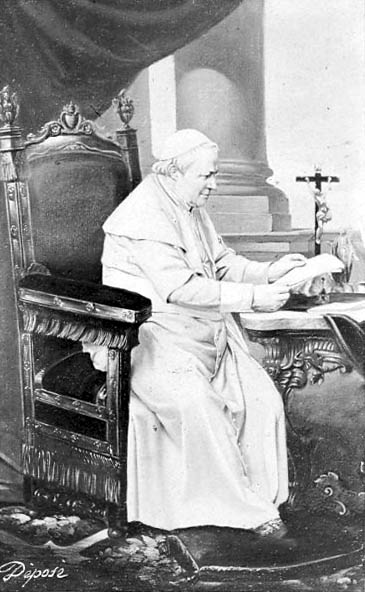
Photo de Pie IX par les Frères D'Alessandri, v 1865.

L'encyclique Quanta cura, le 8 décembre 1864, condamne violemment les « hérésies et erreurs qui souillent l'Église et la Cité », comme le socialisme et le communisme, mais également le « délire » (selon l'expression de Grégoire XVI)  de la liberté de conscience et de culte et autres « opinions déréglées » et « machinations criminelles d'hommes iniques » parmi lesquelles la séparation du temporel et du spirituel et l'école laïque.
Il précise que « là où la religion a été mise à l'écart de la société civile (…) la pure notion même de justice et du droit humain s'obscurcit et se perd, et la force matérielle prend la place de la véritable justice ». Il attaque également implicitement une certaine conception de la liberté de la presse, lorsque « les ennemis acharnés de notre religion, au moyen de livres empoisonnés, de brochures et de journaux répandus par toute la terre, trompent les peuples, mentent perfidement, et diffusent toutes sortes d'autres doctrines impies ».
Pie IX souligne que « non contents de mettre la religion à l'écart de la société, ils veulent même l'écarter de la vie privée des familles. En effet enseignant et professant l'erreur très funeste du communisme et du socialisme, ils affirment que la société domestique ou la famille emprunte au seul droit civil toute sa raison d'être. »

#### Catholicisme social
Hostile au capitalisme libéral, le pape soutient les premières initiatives du catholicisme social qui se développe contre le libéralisme industriel, inspiré par les initiatives de l'évêque de Mayence Wilhelm Emmanuel von Ketteler, insistant notamment sur l'obligation d'un salaire décent pour les familles, de l'interdiction du travail des mineurs et l'obligation du repos dominical.

#### Condamnation du rationalisme et de la liberté de pensée

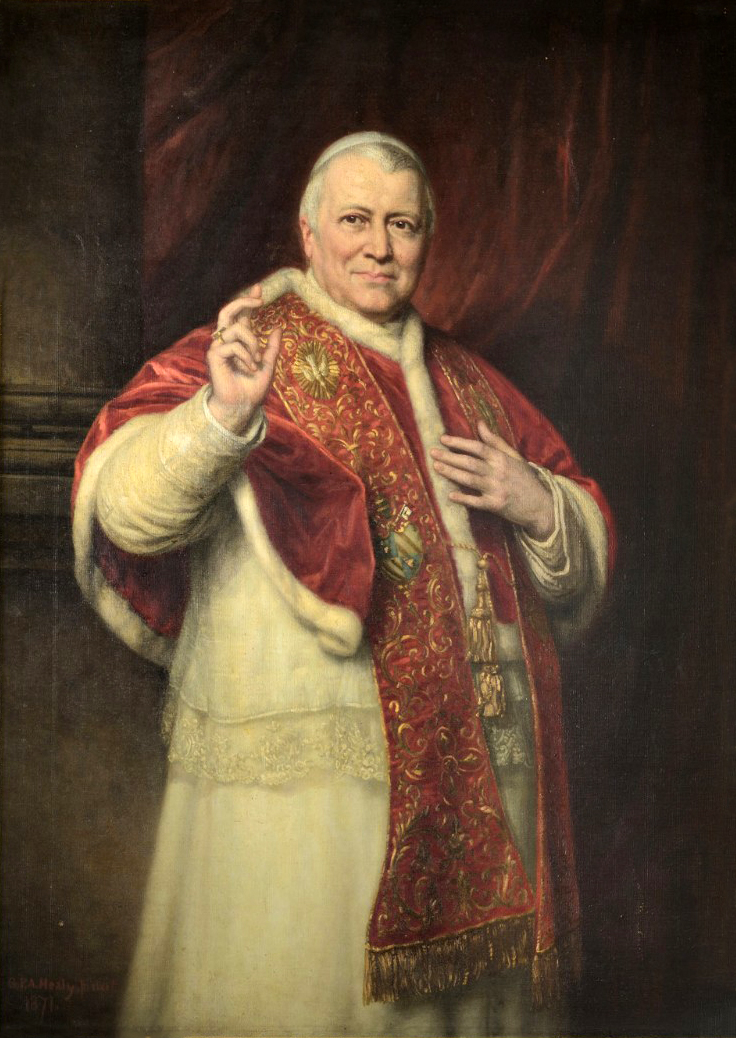
Portrait de Pie IX peint en 1871 par George Peter Alexander Healy.

Dans le Syllabus, Pie IX condamne explicitement le rationalisme, la liberté d'opinion, la liberté de culte et la séparation de l'Église et de l'État.

En 1864, Pie IX explique le rôle qu'il entend assigner à l'école :
« Les écoles populaires sont principalement établies en vue de donner au peuple un enseignement religieux, de le porter à la piété et à une discipline morale ».
Pie IX aurait déclaré que la théorie darwinienne était « le doigt du démon ».

#### Condamnation de la franc-maçonnerie
Avec l'exhortation apostolique Multiplices inter, publiée par le pontife le 25 septembre 1865, il condamne la participation des catholiques aux loges maçonniques.

#### L'esclavage
Malgré le ralliement de Grégoire XVI à l'abolitionnisme en 1839, le pape Pie IX déclare en 1866 : 
« L'esclavage, en lui-même, n'est dans sa nature essentielle pas du tout contraire au droit naturel et divin, et il peut y avoir plusieurs raisons justes d'esclavage. » 
Selon le cardinal Avery Dulles, cette déclaration est une réponse à propos de la coutume de l'esclavage dans certaines parties de l'Afrique.

### Les proclamations dogmatiques

#### Le dogme de l'Immaculée Conception et les apparitions de Lourdes

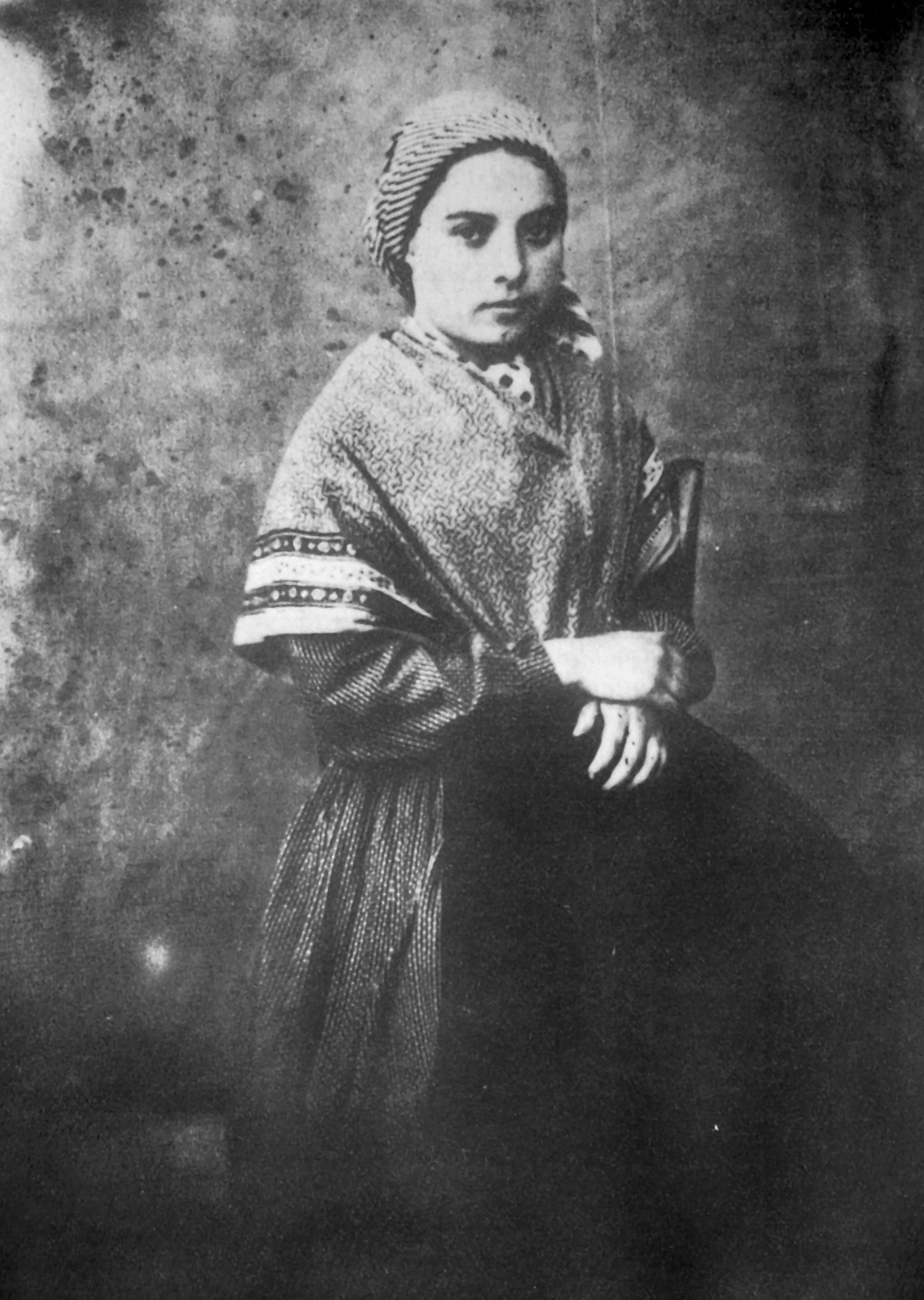
Bernadette Soubirous (1861).

Le 8 décembre 1854, Pie IX proclame, dans sa bulle Ineffabilis Deus, le dogme de l'Immaculée Conception. Il définit solennellement, en vertu de sa suprême autorité apostolique, que la bienheureuse Vierge Marie a été exempte du péché originel.
Trois ans plus tard, entre le 11 février et le 16 juillet 1858, une jeune Lourdaise illettrée Bernadette Soubirous affirmera avoir vu « une belle dame », dans la petite grotte de Massabielle à Lourdes, qui lui dit (aquerò c'est-à-dire cela dira la jeune fille) en occitan gascon : « Que sòi era Immaculata concepciu »
Les apparitions seront reconnues par l'Église en 1862 et Lourdes devient rapidement un des pèlerinages les plus importants du monde catholique tandis que Bernadette entre chez les Sœurs de la Charité de Nevers.

#### La fête du Sacré-Cœur et de saint Joseph
C'est en 1856 que la fête du Sacré-Cœur est étendue à toute l'Église catholique et inscrite dans le calendrier liturgique universel.
Le 8 décembre 1870, en la fête de l'Immaculée Conception, le pape proclame Joseph saint patron et protecteur de l'Église catholique et fixe les solennités obligatoires de sa fête le troisième dimanche après Pâques (bien que le saint soit fêté le 19 mars et le 1er mai).

#### Le concile : proclamation du dogme de l'infaillibilité pontificale

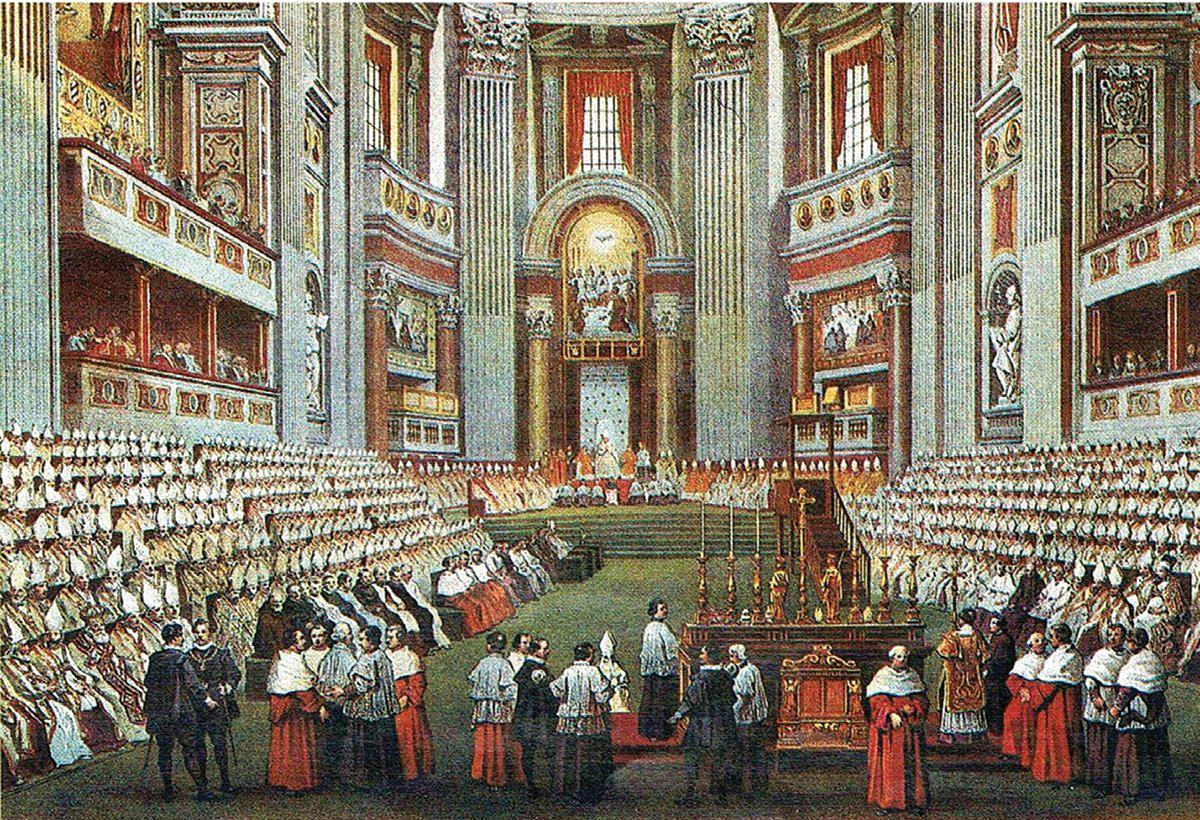
Le concile dans la basilique Saint-Pierre.

#### Le concileVaticanI: proclamation du dogme de l'infaillibilité pontificale
En 1867, Pie IX convoque le concile Vatican I, qui s'ouvre le 8 décembre 1869.
Malgré les résistances d'une minorité, les Pères conciliaires votent, le 18 juillet 1870, la constitution apostolique Pastor æternus qui définit l'infaillibilité du Pontife romain (le pape), lorsque celui-ci se prononce, solennellement et ex cathedra, en vertu de sa charge apostolique, sur un point de doctrine concernant la foi ou les mœurs.
Son principal objectif atteint, les travaux du concile seront suspendus sine die par Pie IX au moment de la guerre de 1870 entre la France et la Prusse et la prise de Rome par les troupes italiennes.
En 1875, Pie IX invite également tous les fidèles à consacrer leur vie au Sacré-Cœur, le cœur charnel de Jésus symbole de l’amour de Dieu pour les hommes.
Paris construit déjà à cette époque sa basilique du Sacré-Cœur de Montmartre, édifice expiatoire pour les crimes qu'a commis la Commune.
La même année, et malgré l'occupation de Rome par les troupes de Victor-Emmanuel II, il convoque le jubilé sans pouvoir effectuer les cérémonies d'ouverture et de fermeture de la Porte Sainte.
Une question essentielle fait rapidement surface, à savoir si le pape était infaillible quand il publia l'encyclique du Syllabus. Certains, comme le journaliste français Louis Veuillot, acceptaient et soutenaient l'infaillibilité non seulement en matière de dogme mais également pour chaque parole prononcée par le souverain pontife. D'autres, comme Félix Dupanloup concevaient qu'il pouvait être vrai que l'infaillibilité soit principalement dévolue au pape, qu'il était très complexe de la définir exactement et surtout qu'il n'était pas sage de vouloir le faire.
C'est ainsi que le concile Vatican se trouva partagé en deux groupes principaux : une majorité qui désirait établir une définition de l'infaillibilité du pape et une minorité qui s'opposait à toute définition. C'est finalement la majorité, soutenue par le pape, qui l'emporta. Cependant, la minorité dirigée par Dupanloup ne manqua pas d'influence dans la rédaction de cette définition puisque telle que rédigée, elle limitait étroitement la nature de l'infaillibilité (ex cathedra comme sus-cité).

### Mode de vie personnel
Pie IX commençait sa journée à six heures du matin par une heure d'oraison, puis célébrait la messe à sept heures dans sa chapelle privée, suivie d'une autre messe à laquelle il assistait en action de grâces. Après le petit déjeuner, commençaient les audiences.
Le jeudi était réservé aux pétitions des Romains, et, tous les 14 du mois, le pape recevait en audience publique ceux qui le désiraient.
Pie IX prenait son déjeuner à deux heures de l'après-midi de façon frugale et toujours terminé par un fruit, selon l'habitude maternelle. Il faisait alors une promenade dans les jardins du Vatican, ou ceux du Quirinal s'il s'y trouvait, ou, avant la prise de Rome, faisait une courte promenade en attelage dans les rues avoisinantes. Il rentrait ensuite au palais du Quirinal (aujourd'hui résidence du président de la République italienne) pour travailler à son bureau.
Après le dîner, il avait souvent un entretien avec son confesseur et se rendait devant le tabernacle de sa chapelle privée pour une longue méditation à genoux. Il aimait particulièrement la prière de la Couronne des Douze Étoiles composée par Joseph Calasanz, évoquant la Vierge Marie indemne du péché originel, habitude qu'il avait depuis le temps de ses études chez les pères piaristes.

### Mort et inhumation
Après 31 ans de pontificat, Pie IX meurt au Palais apostolique le 7 février 1878, d'une crise d'épilepsie, à l'âge de 85 ans.

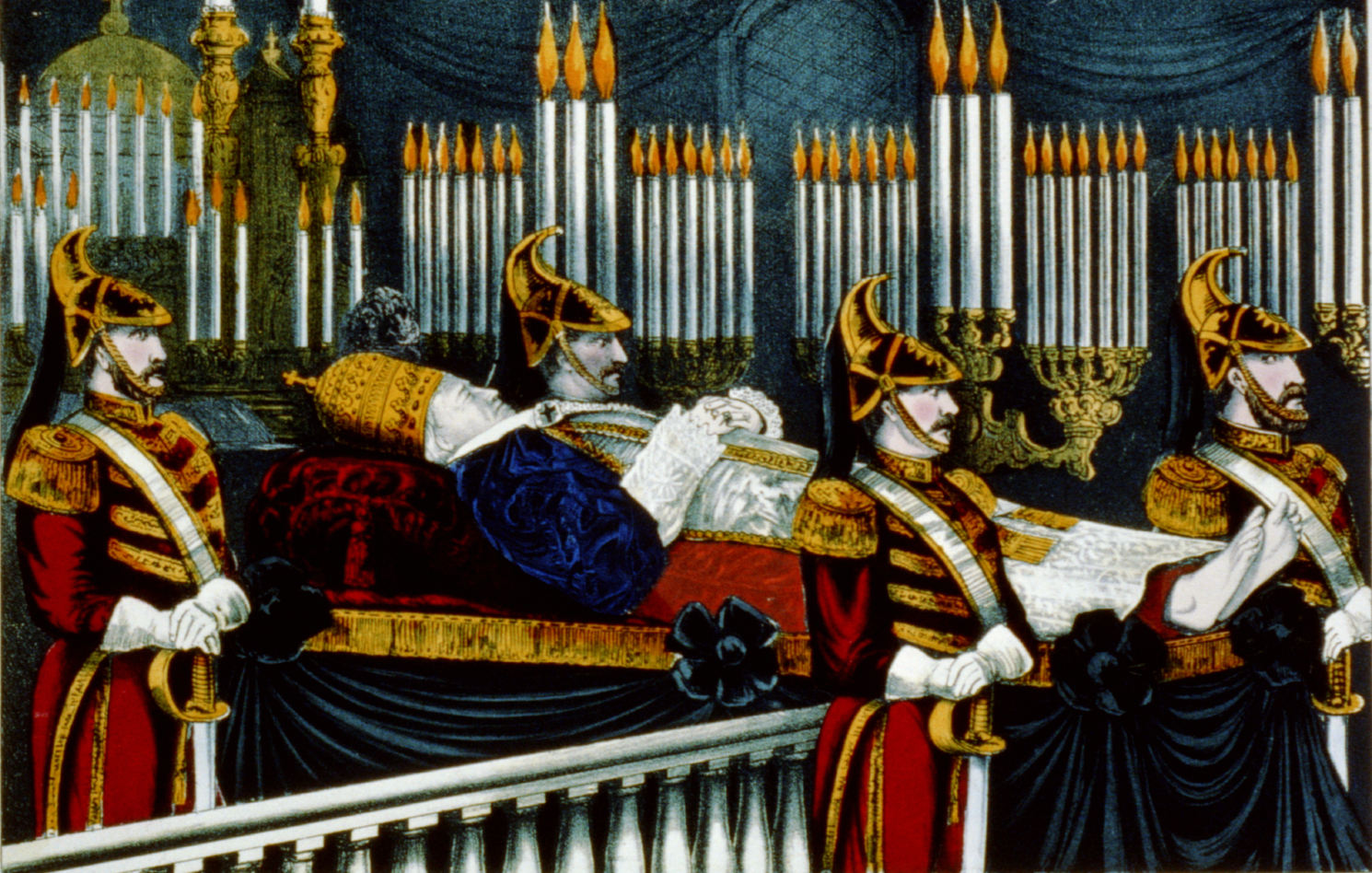
Les funérailles de Pie IX, Library of Congress.

Le pape aurait pu être inhumé dans les grottes vaticanes, sous la basilique Saint-Pierre, mais ce fut sa volonté expresse de l'être en la basilique Saint-Laurent-hors-les-Murs, dans le territoire de son diocèse romain. Sa dépouille est gardée un court délai au cimetière de Campo Verano, voisin de la basilique, le temps que l'on y aménage son tombeau. Au cours du transfert de sa dépouille vers celle-ci, des laïcs extrémistes s'affrontent aux fidèles et veulent jeter son cercueil dans le Tibre en criant « Al fiume il Papa porco... ! » (« Au fleuve le pape porc !... »). Ce climat passionnel s'atténue au cours des années suivantes.

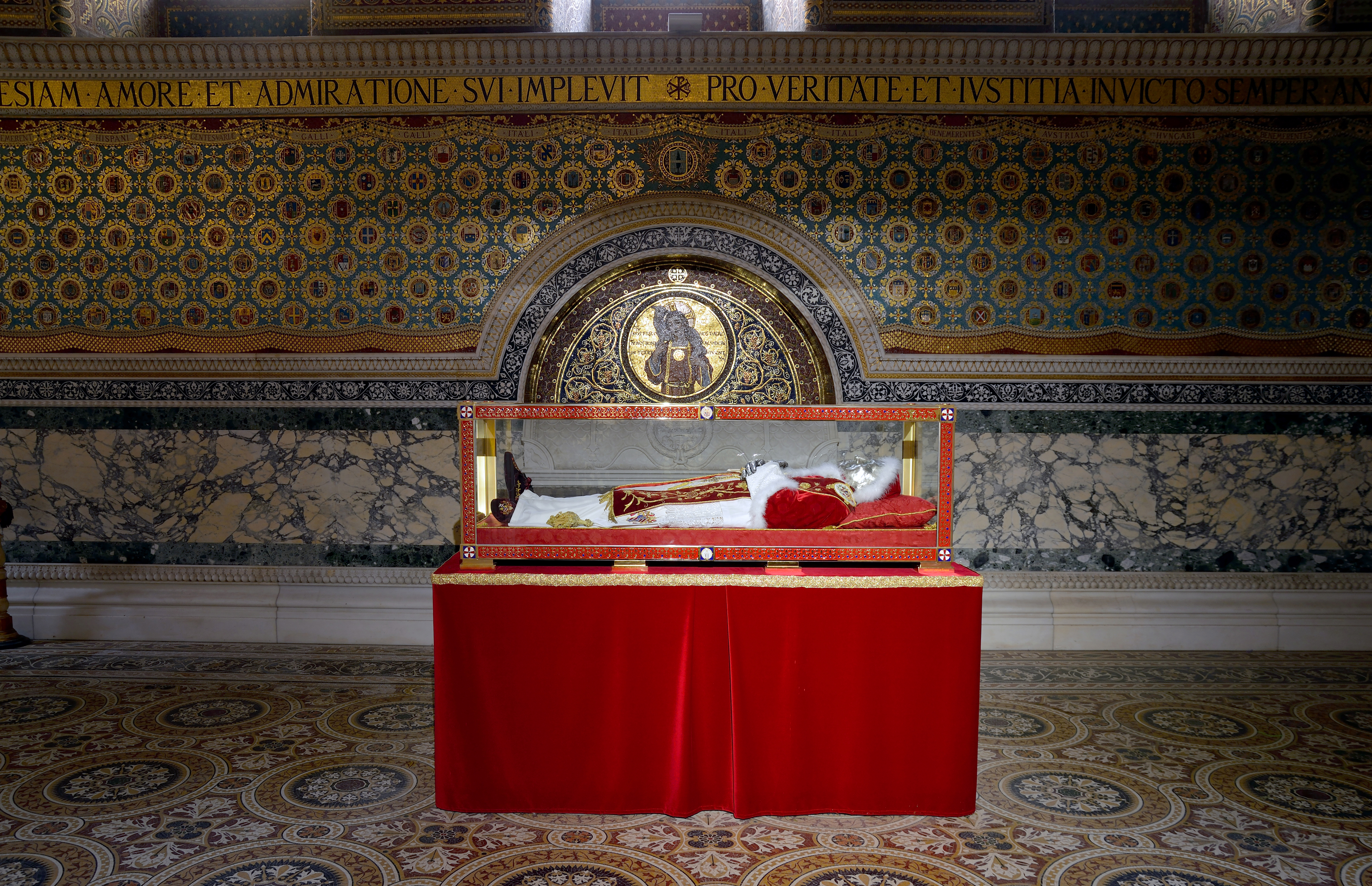
Le cercueil de Pie IX, basilique Saint-Laurent-hors-les-Murs.

Le 6 avril 2000, sur ordre de Jean-Paul II, il est procédé par une équipe scientifique et ecclésiastique à l'ouverture du cercueil de Pie IX et à l'examen de sa dépouille mortelle dans le cadre de son procès en béatification. Il repose désormais dans la chapelle située en contrebas du chœur de la basilique, dans un cercueil de verre, revêtu du complet habit papal de chœur (soutane blanche, rochet blanc, mozette pourpre bordée d'hermine, étole papale et camauro).
Pie IX eut le plus long pontificat de l'histoire de la papauté : plus de 31 ans (de 1846 à 1878), devant celui de Jean-Paul II (1978-2005) et de Léon XIII (1878-1903).
Il est béatifié en même temps que le pape Jean XXIII le 3 septembre 2000 par Jean-Paul II, non sans que cette béatification ait entraîné des polémiques.
Il est commémoré le 7 février selon le Martyrologe romain.

## Succession apostolique
Pie IX a ordonné les évêques suivants :
- Patriarche Giuseppe Valerga (1847)
- Cardinal Innocenzo Ferrieri (1847)
- Évêque Fermín Sánchez Artesero (es), O.F.M.Cap. (1849)
- Cardinal Luigi Vannicelli Casoni (1850)
- Cardinal Matteo Eustachio Gonella (1850)
- Archevêque Armand-François-Marie de Charbonnel, O.F.M.Cap. (1850)
- Archevêque Vincenzo Spaccapietra (it), C.M. (1852)
- Évêque Francesco Paolo Lettieri (1855)
- Patriarche Alberto Barbolani di Montauto (it) (1856)
- Cardinal Salvatore Nobili Vitelleschi (1856)
- Archevêque Vincenzo Massoni (it) (1856)
- Cardinal Alessandro Franchi (1856)
- Cardinal Flavio Chigi (1856)
- Évêque Elia Antonio Alberini (de), O.C.D. (1856)
- Évêque Philippe François Zéphirin Guillemin (en), M.E.P. (1857)
- Évêque William Hugh Joseph Clifford (en) (1857)
- Archevêque Gioacchino Limberti (it) (1857)
- Évêque Giuseppe Targioni (it) (1857)
- Évêque Luigi Maria Paoletti (1857)
- Évêque Gioacchino Antonelli (it) (1857)
- Cardinal Gustave-Adolphe de Hohenlohe-Schillingsfürst (1857)
- Évêque Sebastião Dias Laranjeira (pt) (1860)
- Archevêque Josif Sokolski (1861)
- Cardinal Filippo Maria Guidi, O.P. (1864)
- Cardinal Pier Francesco Meglia (1864)
- Cardinal Gaspard Mermillod (1864)
- Archevêque John Menzies Strain (en) (1864)
- Cardinal Charles-Philippe Place (1866)
- Archevêque Ignacio Montes de Oca y Obregón (es) (1871)
- Cardinal Luigi Maria Bilio, B. (1874)
- Cardinal Raffaele Monaco La Valletta (1874)
- Cardinal Alessandro Sanminiatelli Zabarella (1874)

### Iconographie
- Portrait du pape Pie IX, Paris, musée du Louvre, département des arts graphiques, dessin, 0,056 x 0,044, par François Victor Eloi Biennourry (1823-1893).